# 대한민국 민법 제568조
대한민국 민법 제568조는 매매의 효력에 대한 민법 채권법상 조문이다.

## 조문
제568조(매매의 효력) ① 매도인은 매수인에 대하여 매매의 목적이 된 권리를 이전하여야 하며 매수인은 매도인에게 그 대금을 지급하여야 한다.

②전항의 쌍방의무는 특별한 약정이나 관습이 없으면 동시에 이행하여야 한다.

第568條 (賣買의 效力) ① 賣渡人은 買受人에 對하여 賣買의 目的이 된 權利를 移轉하여야 하며 買受人은 賣渡人에게 그 代金을 支給하여야 한다.

②前項의 雙方義務는 特別한 約定이나 慣習이 없으면 同時에 履行하여야 한다.

## 참고문헌
- 이진기. (2020). 기본개념의 가치와 계약의 종류에 관한 약간의 제언 -우리가 잊은 법률조항, 특히 민법 제568조 제2항을 중심으로-. 성균관법학, 32(4), 51-96.

## 같이 보기
- 매매
- 536조